# Podgoria (gmina)
Podgoria – gmina w Rumunii, w okręgu Buzău. Obejmuje miejscowości Coțatcu, Oratia, Pleșeșt, Podgoria i Tăbăcari. W 2011 roku liczyła 3236 mieszkańców.